# L'Astrologue qui se laisse tomber dans un puits
L'Astrologue qui se laisse tomber dans un puits est la treizième fable du livre II de La Fontaine situé dans le premier recueil des Fables de La Fontaine, édité pour la première fois en 1668.
Pour cette Fable, La Fontaine s'inspire d'une fable d'Ésope.
Un Astrologue un jour se laissa choir

        Au fond d'un puits. On lui dit : Pauvre bête,

        Tandis qu'à peine à tes pieds tu peux voir,

        Penses-tu lire au-dessus de ta tête ?

Cette aventure en soi, sans aller plus avant,

Peut servir de leçon à la plupart des hommes.

Parmi ce que de gens sur la terre nous sommes,

            Il en est peu qui fort souvent

            Ne se plaisent d'entendre dire

Qu'au Livre du Destin les mortels peuvent lire.

Mais ce Livre qu'Homère et les siens ont chanté,

Qu'est-ce, que le hasard parmi l'Antiquité,

            Et parmi nous la Providence ?

        Or du hasard il n'est point de science:

            S'il en était, on aurait tort

De l'appeler hasard, ni fortune, ni sort,

            Toutes choses très incertaines.

            Quant aux volontés souveraines

De celui qui fait tout, et rien qu'avec dessein,

Qui les sait, que lui seul ? Comment lire en son sein ?

Aurait-il imprimé sur le front des étoiles

Ce que la nuit des temps enferme dans ses voiles ?

A quelle utilité ? Pour exercer l'esprit

De ceux qui de la sphère et du globe ont écrit ?

Pour nous faire éviter des maux inévitables ?

Nous rendre dans les biens de plaisir incapables ?

Et causant du dégoût pour ces biens prévenus,

Les convertir en maux devant qu'ils soient venus ?

C'est erreur, ou plutôt c'est crime de le croire.

Le firmament se meut ; les astres font leur cours,

            Le soleil nous luit tous les jours,

Tous les jours sa clarté succède à l'ombre noire,

Sans que nous en puissions autre chose inférer

Que la nécessité de luire et d'éclairer,

D'amener les saisons, de mûrir les semences,

De verser sur les corps certaines influences.

Du reste, en quoi répond au sort toujours divers

Ce train toujours égal dont marche l'univers ?

            Charlatans, faiseurs d'horoscope,

        Quittez les Cours des Princes de l'Europe ;

Emmenez avec vous les souffleurs tout d'un temps.

Vous ne méritez pas plus de foi que ces gens.

Je m'emporte un peu trop ; revenons à l'histoire

De ce Spéculateur qui fut contraint de boire.

Outre la vanité de son art mensonger,

C'est l'image de ceux qui bâillent aux chimères

            Cependant qu'ils sont en danger,

            Soit pour eux, soit pour leurs affaires.
— Jean de La Fontaine, Fables de La Fontaine, L'Astrologue qui se laisse tomber dans un puits